# Bamberger Zeitung
Die Bamberger Zeitung ist eine Tageszeitung, die im oberfränkischen Bamberg erschien.
Das erste Mal erschien die Bamberger Zeitung im Jahre 1791. Von 1801 bis 1803 war Paul Oesterreicher der Redakteur der Zeitung. Ab dem 18. Dezember 1809 erschien sie bis zum 30. Oktober 1834 als Fränkischer Merkur. Von da an hieß sie nun Bamberger Tagblatt. Die Zeitung befand sich bis 1902 im Eigentum der Familie Reindl, ging dann bis zu ihrer Einstellung im Jahr 1934 in den Besitz der Familie von Michel über. Der neue Eigentümer, Richard Freiherr von Michel-Raulino (1864–1926), war engagiertes DNVP-Mitglied, und entsprechend nationalkonservativ war das „Bamberger Tagblatt“ unter ihm ausgerichtet. Nach seinem Tod 1926 verblieb die Zeitung im Besitz der Familie und behielt ihre politische Orientierung bei.
Die von J. M. Reindl begründete Firma besteht bis heute und ist Teil der Firmengruppe Fränkischer Tag.
1807 betätigte sich der deutsche Philosoph Georg Wilhelm Friedrich Hegel kurzzeitig als Chefredakteur der Bamberger Zeitung.